# Pedro Reinel

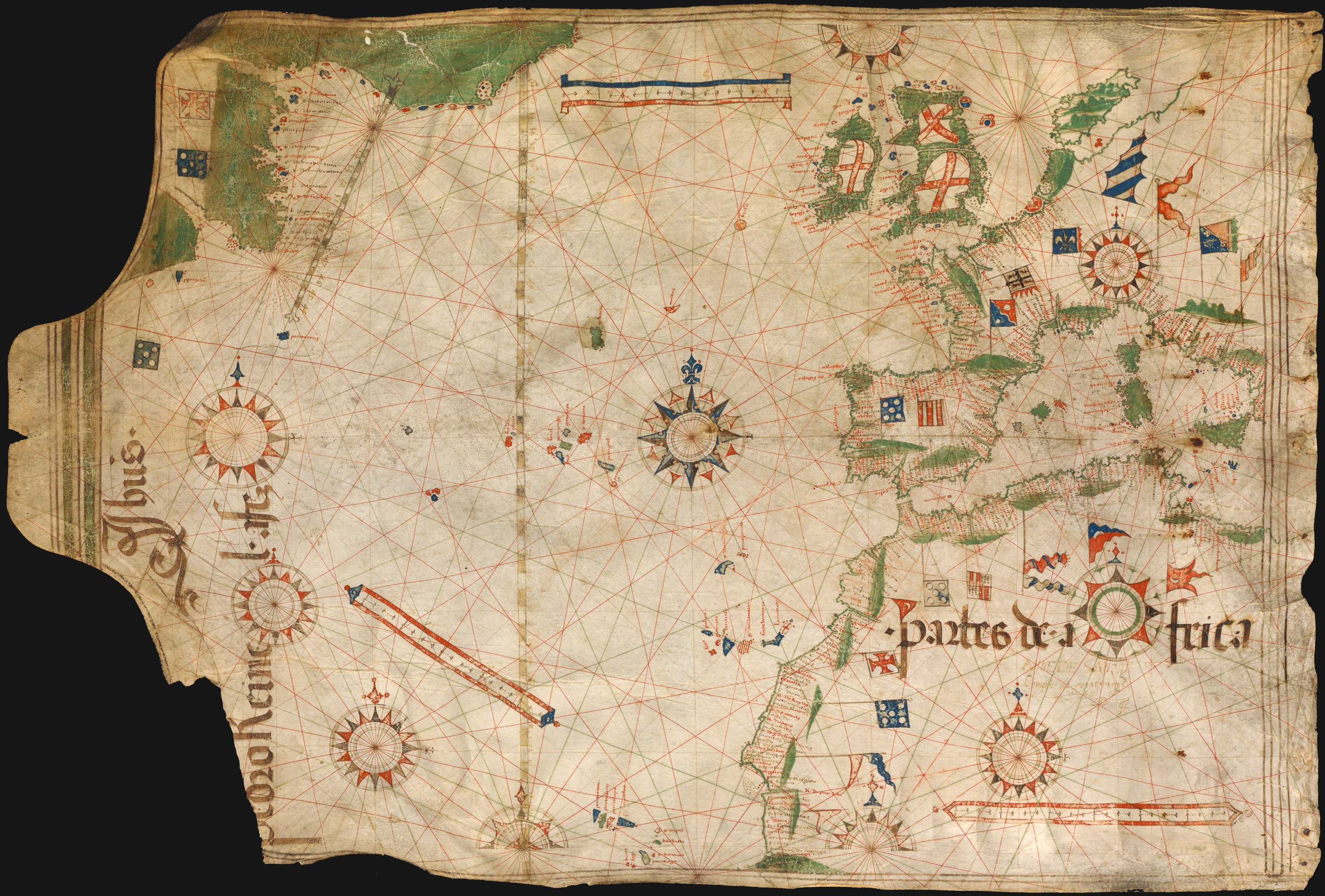
Pedro Reinel (c. 1504). Bayerische Staatsbibliothek, Munich.

Pedro Reinel est un cartographe portugais, né à la fin du XVe siècle et mort en 1542 environ.

## Biographie

Rose des vents de Pedro Reinel.

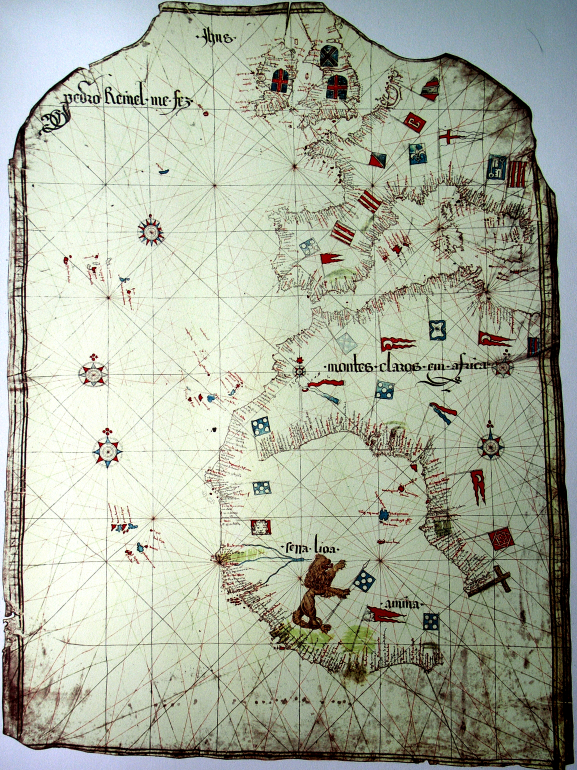
Pedro Reinel (c.1485). Archives départementales de la Gironde, Bordeaux

Il a créé le plus ancien portulan signé connu de nos jours et datant de 1485. Ce portulan montre des parties de l'Europe de l'Ouest, du Nord-Ouest de l'Afrique et fournit également les explorations de Diogo Cão de 1482 à 1485. Avec son fils Jorge Reinel (env. 1502 - env. 1572) et le cartographe Lopo Homem, il participe à l'élaboration du fameux Atlas Miller (1519). Sa carte de l'Atlantique datant de 1504 est la première carte marine avec une échelle de latitudes et une rose des vents avec une fleur de lys clairement établie. Il est portugais.